# Америчка Самоа на Летњим олимпијским играма 2000.
Америчкој Самои је ово било четврто учешће на Летњим олимпијским играма. Делегација Америчке Самое, је на Олимпијским играма 2000. у Атини била заступљена са 4 учесника (3 мушкарца и 1 жена) у 3 спорта. Најстарији учесник у екипи била је дизач тегова Алесана Сионе (34), а најмлађи стреличар Куреса Тупуа са 16 година.
Олимпијска екипа Америчке Самое је била у групи земаља које нису освојиле ниједну медаљу.
Заставу Америчке Самое на свечаном отварању Олимпијских игара 2008. носила је  атлетичарка Лиса Мисипека.

## Учесници по дисциплинама
| Спорт         | Мушкарци | Жене | Укупно |
| ------------- | -------- | ---- | ------ |
| Атлетика      | 1        | 1    | 2      |
| Дизање тегова | 1        | 0    | 1      |
| Стреличарство | 1        | 0    | 1      |
| Укупно(3)     | 3        | 1    | 4      |

## Атлетика
Мушкарци
| Атлетичар Лични рекорд | Дисциплина | Група    | Група     | Четвртфинале     | Четвртфинале     | Полуфинале       | Полуфинале       | Финале           | Финале  | Детаљи |
| Атлетичар Лични рекорд | Дисциплина | Резултат | Место     | Резултат         | Место            | Резултат         | Место            | Резултат         | Место   | Детаљи |
| ---------------------- | ---------- | -------- | --------- | ---------------- | ---------------- | ---------------- | ---------------- | ---------------- | ------- | ------ |
| Келси Наканелуа,       | 100 м      | 10,93 НР | 8 у гр. 7 | Није се пласирао | Није се пласирао | Није се пласирао | Није се пласирао | Није се пласирао | 79 / 99 |        |

Жене
| Атлетичар Лични рекорд | Дисциплина | Група    | Група     | Четвртфинале | Четвртфинале | Полуфинале | Полуфинале | Финале            | Финале  | Детаљи |
| Атлетичар Лични рекорд | Дисциплина | Резултат | Место     | Резултат     | Место        | Резултат   | Место      | Резултат          | Место   | Детаљи |
| ---------------------- | ---------- | -------- | --------- | ------------ | ------------ | ---------- | ---------- | ----------------- | ------- | ------ |
| Лиса Мисипека, 67,55   | кладиво    | 61,54 НР | 7 у гр. Б |              |              |            |            | Није се пласирала | 15 / 28 |        |

## Дизање тегова

### Мушкарци
| Алесана Сионе | +105 кг | 160 | 197,5 | 357,5 | 20 / 24 |  |

## Стреличарство

### Мушкаци
| Стреличар    | Дисциплина  | Пласман  | Пласман | Коло 64 так.                                | Коло 32 так.       | Коло 16 так        | Четвртфинале       | Полуфинале         | Финале             | Финале | Детаљи |
| Стреличар    | Дисциплина  | Резултат | Пласман | Противник Резултат                          | Противник Резултат | Противник Резултат | Противник Резултат | Противник Резултат | Противник Резултат | Место  | Детаљи |
| ------------ | ----------- | -------- | ------- | ------------------------------------------- | ------------------ | ------------------ | ------------------ | ------------------ | ------------------ | ------ | ------ |
| Куреса Тупуа | Појединачно | 419      | 64      | Jang Yong-Ho · Јужна Кореја · Пор. 98 — 172 | Није се пласирао   | Није се пласирао   | Није се пласирао   | Није се пласирао   | Није се пласирао   | 64 /64 |        |